# Arestor
Arestor is een naam uit de Griekse mythologie die op twee personen kan slaan:
- De vader van Argus Panoptes, de bewaker van Io, die daarom ook wel Arestorides wordt genoemd.[1]
- De echtgenoot van Mycene, de dochter van Inachus, van wie de naam van Mycene afkomstig is.[2]